# Chervettes
Chervettes est une ancienne commune du Sud-Ouest de la France située dans le département de la Charente-Maritime, en région Nouvelle-Aquitaine. Le 1er janvier 2018, elle fusionne avec les communes de Saint-Laurent-de-la-Barrière et Vandré pour former la commune nouvelle de La Devise.
Ses habitants sont appelés les  Chevrettais  et les  Chevrettaises.

## Géographie
Cette commune rurale qui est située dans le canton de Saint-Jean-d'Angély est la deuxième plus petite de son canton par sa superficie.
La commune est localisée à proximité du pôle urbain de Surgères et non loin des pôles de Rochefort et de Saint-Jean-d'Angély.
Le territoire de la commune de Chervettes présente de grandes étendues légèrement ondulées oscillant entre 20 et 28 m de hauteur et fonctionnant d'un seul tenant.
La rivière Devise prend sa source dans la commune. À l’exception des fossés, aucun autre cours d’eau constitué sur la commune n'est établi.
La commune est fortement marquée par un espace agricole composé de grandes parcelles céréalières entrecoupées ponctuellement de haies accompagnant les voies de circulation. Une politique de replantation de haies bocagères a été menée récemment. 
Des canaux de drainage sont visibles ponctuellement. C’est dans ce paysage agricole que s’insèrent les hameaux du Chiron et du Fief Rolland dissimulés derrière un ensemble de haies vives arborées.
La structure bâtie de la commune est concentrée dans le bourg, au nord du territoire. Il comprend 82,5 % de la population en 1999, proportion inchangée au recensement suivant. Sur le reste du territoire, se trouvent deux hameaux : le Fief Rolland - Varzay (partagé avec la commune de Puyrolland) et le Chiron.

### Communes limitrophes
|        | Breuil-la-Réorte             |            |
| Vandré | Chervettes                   | Puyrolland |
|        | Saint-Laurent-de-la-Barrière |            |

## Toponymie
Chervettes, jusqu’aux XVIIe et XVIIIe siècles Cherves, doit son appellation au terme cherve ou charve qui signifie en saintongeais chanvre ou lieu planté de chanvre, ce qui laisse penser que l’activité principale de la commune s’est portée sur la culture du chanvre dont la production approvisionnait Rochefort.

## Histoire
Ancienne commune viticole, Chervettes est marquée par ses anciennes propriétés viticoles à cour fermée. Depuis la crise du phylloxéra à la fin du XIXe siècle, il ne subsiste plus sur la commune qu’une très petite superficie consacrée à la vigne.
L'église de la commune, Notre-Dame-de-l'Assomption date du XVe siècle. Le bâtiment a gardé son niveau de sol originel et on accède à l'intérieur de l’église par trois marches. Le plan de construction est simple : une nef unique voûtée en berceau éclairée par quatre fenêtres de petites dimensions et l'oculus percé dans la façade. Le chevet s'adosse à un ancien prieuré, devenu au début du XXe siècle, la mairie de la commune. Sur le territoire communal, le lieu-dit le Chiron, on pouvait apercevoir les vestiges d'un moulin à vent datant du XVIIIe siècle. À son côté, se dressaient les vestiges de la maison du meunier. Ils ont depuis été détruits afin d'augmenter la surface du champ sur lequel ils étaient construits.

## Tourisme
(avril 2017).
Si vous disposez d'ouvrages ou d'articles de référence ou si vous connaissez des sites web de qualité traitant du thème abordé ici, merci de compléter l'article en donnant les références utiles à sa vérifiabilité et en les liant à la section « Notes et références ».
Les activités touristiques demeurent restreintes, toutefois, on notera un important projet de développement axé autour de la motocyclette ancienne et de collection dénommé « Surbier 2 » le public aura la possibilité de côtoyer un ensemble de pièces rares souvent d'origine italienne.
La moto chinoise aura aussi toute la place qu'elle mérite, dans une salle spéciale dépourvue de toute trace d'humidité.
Particularité du projet, des essais seront possibles sur un terrain spécialement aménagé, avec un encadrement technique adapté. Les travaux ont débuté en 2007 et devraient s'achever courant 2008 grâce au soutien actif des autorités locales.

## Administration

### Liste des maires

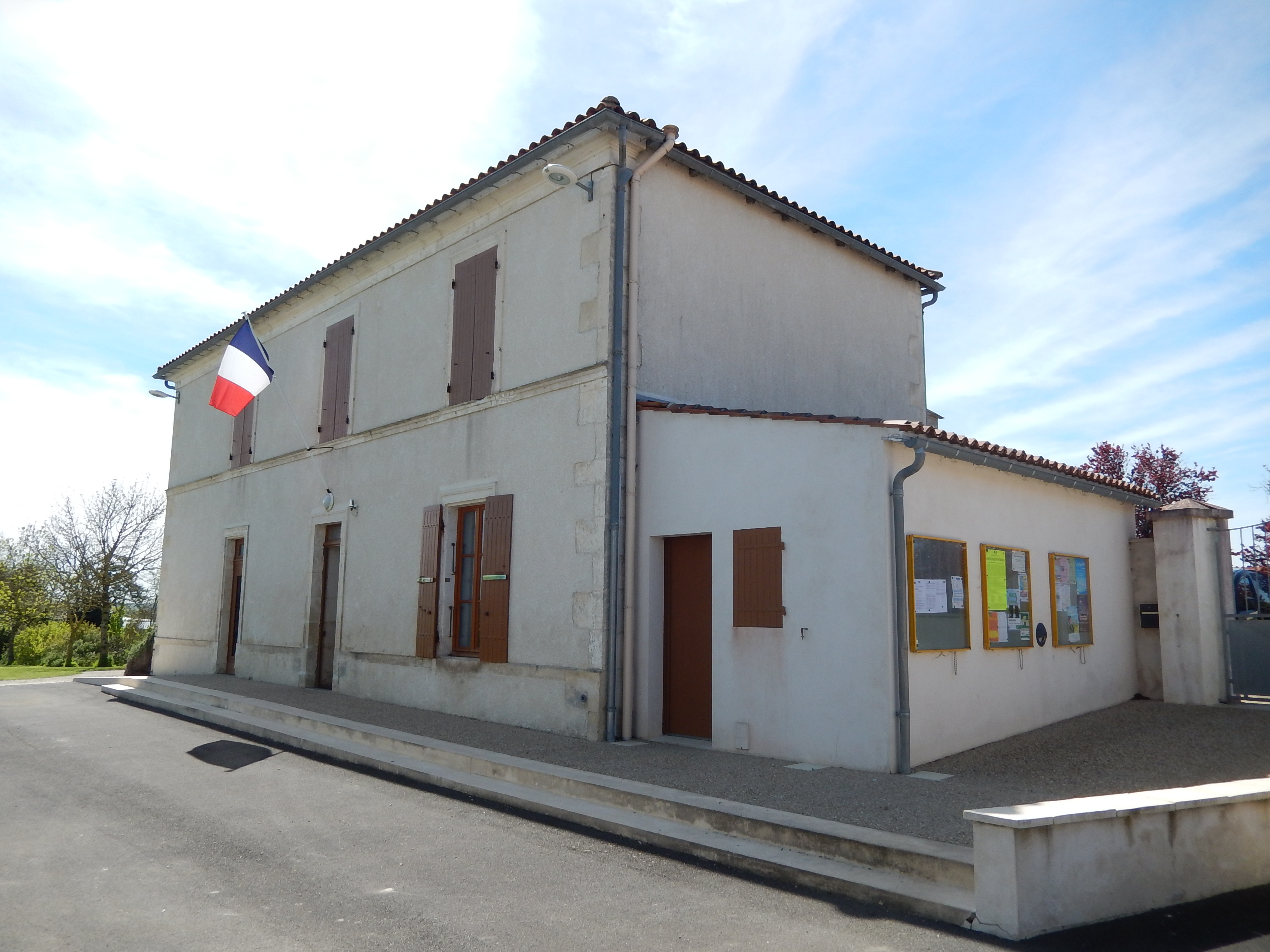
La mairie.

| Période                                  | Période  | Identité          | Étiquette | Qualité     |
| ---------------------------------------- | -------- | ----------------- | --------- | ----------- |
| 2001                                     | 2008     | Georges Philippot |           |             |
| 2008                                     | En cours | Daniel Rousseau   | DVG       | Agriculteur |
| Les données manquantes sont à compléter. |          |                   |           |             |

## Démographie

### Évolution démographique
L'évolution du nombre d'habitants est connue à travers les recensements de la population effectués dans la commune depuis 1793. Pour les communes de moins de 10 000 habitants, une enquête de recensement portant sur toute la population est réalisée tous les cinq ans, les populations de référence des années intermédiaires étant quant à elles estimées par interpolation ou extrapolation. Pour la commune, le premier recensement exhaustif entrant dans le cadre du nouveau dispositif a été réalisé en 2004.

En 2015, la commune comptait 155 habitants, en évolution de +21,09 % par rapport à 2009 (Charente-Maritime : +4,04 %, France hors Mayotte : +2,11 %).
| 1793 | 1800 | 1806 | 1821 | 1831 | 1836 | 1841 | 1846 | 1851 |
| ---- | ---- | ---- | ---- | ---- | ---- | ---- | ---- | ---- |
| 196  | 204  | 207  | 200  | 250  | 268  | 238  | 229  | 263  |

| 1856 | 1861 | 1866 | 1872 | 1876 | 1881 | 1886 | 1891 | 1896 |
| ---- | ---- | ---- | ---- | ---- | ---- | ---- | ---- | ---- |
| 269  | 275  | 284  | 262  | 267  | 269  | 239  | 215  | 218  |

| 1901 | 1906 | 1911 | 1921 | 1926 | 1931 | 1936 | 1946 | 1954 |
| ---- | ---- | ---- | ---- | ---- | ---- | ---- | ---- | ---- |
| 214  | 201  | 188  | 166  | 169  | 168  | 186  | 161  | 170  |

| 1962 | 1968 | 1975 | 1982 | 1990 | 1999 | 2004 | 2006 | 2009 |
| ---- | ---- | ---- | ---- | ---- | ---- | ---- | ---- | ---- |
| 158  | 121  | 105  | 103  | 95   | 124  | 129  | 128  | 128  |

| 2014 | 2015 | - | - | - | - | - | - | - |
| ---- | ---- | - | - | - | - | - | - | - |
| 153  | 155  | - | - | - | - | - | - | - |

### Pyramide des âges
La population de la commune est relativement âgée. Le taux de personnes d'un âge supérieur à 60 ans (28,9 %) est en effet supérieur au taux national (21,6 %) et au taux départemental (28,1 %).
Contrairement aux répartitions nationale et départementale, la population masculine de la commune est supérieure à la population féminine (52,3 % contre 48,4 % au niveau national et 48,2 % au niveau départemental).
La répartition de la population de la commune par tranches d'âge est, en 2007, la suivante :
- 52,3 % d'hommes (0 à 14 ans = 22,4 %, 15 à 29 ans = 11,9 %, 30 à 44 ans = 22,4 %, 45 à 59 ans = 16,4 %, plus de 60 ans = 26,9 %) ;
- 47,7 % de femmes (0 à 14 ans = 11,5 %, 15 à 29 ans = 19,7 %, 30 à 44 ans = 19,7 %, 45 à 59 ans = 18 %, plus de 60 ans = 31,2 %).

| Hommes | Classe d’âge | Femmes |
| ------ | ------------ | ------ |
| 1,5    | 90 ans ou +  | 0,0    |
| 7,5    | 75 à 89 ans  | 14,8   |
| 17,9   | 60 à 74 ans  | 16,4   |
| 16,4   | 45 à 59 ans  | 18,0   |
| 22,4   | 30 à 44 ans  | 19,7   |
| 11,9   | 15 à 29 ans  | 19,7   |
| 22,4   | 0 à 14 ans   | 11,5   |

| Hommes | Classe d’âge | Femmes |
| ------ | ------------ | ------ |
| 0,5    | 90 ans ou +  | 1,5    |
| 8,6    | 75 à 89 ans  | 11,9   |
| 16,4   | 60 à 74 ans  | 17,1   |
| 21,3   | 45 à 59 ans  | 21,1   |
| 19,1   | 30 à 44 ans  | 18,5   |
| 16,8   | 15 à 29 ans  | 14,7   |
| 17,3   | 0 à 14 ans   | 15,1   |

## Lieux et monuments

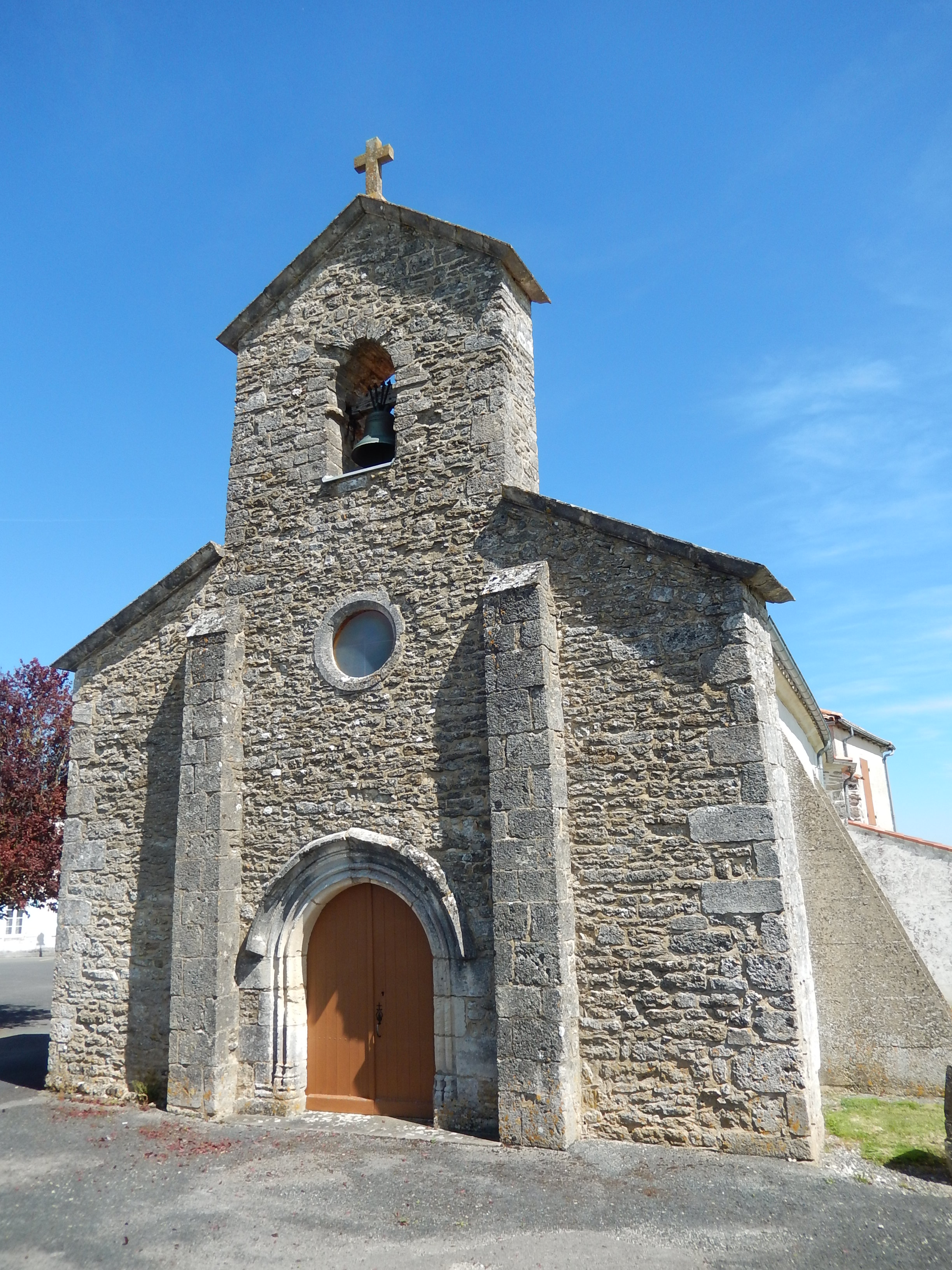
L'église.